# Перу на летних Олимпийских играх 1900
Перу впервые участвовало на летних Олимпийских играх 1900 и было представлено одним спортсменом в фехтовании, который не выиграл ни одной медали. Однако МОК официально не включает в список стран-участниц это государство, поэтому первым выступлением считается 1936 год.

## Результаты соревнований

### Фехтование
| Соревнование | Спортсмены        | Первый раунд | Четвертьфинал | Дополнительный раунд | Полуфинал | Финал     | Утешительный финал |
| Соревнование | Спортсмены        | Место        | Место         | Место                | Место     | Место     | Место              |
| ------------ | ----------------- | ------------ | ------------- | -------------------- | --------- | --------- | ------------------ |
| Шпага        | Карлос де Кандамо | 3-6          |               |                      | не прошёл | не прошёл |                    |
| Рапира       | Карлос де Кандамо | прошёл       | выбыл         | проиграл             | не прошёл | не прошёл | не прошёл          |